# Königstuhl

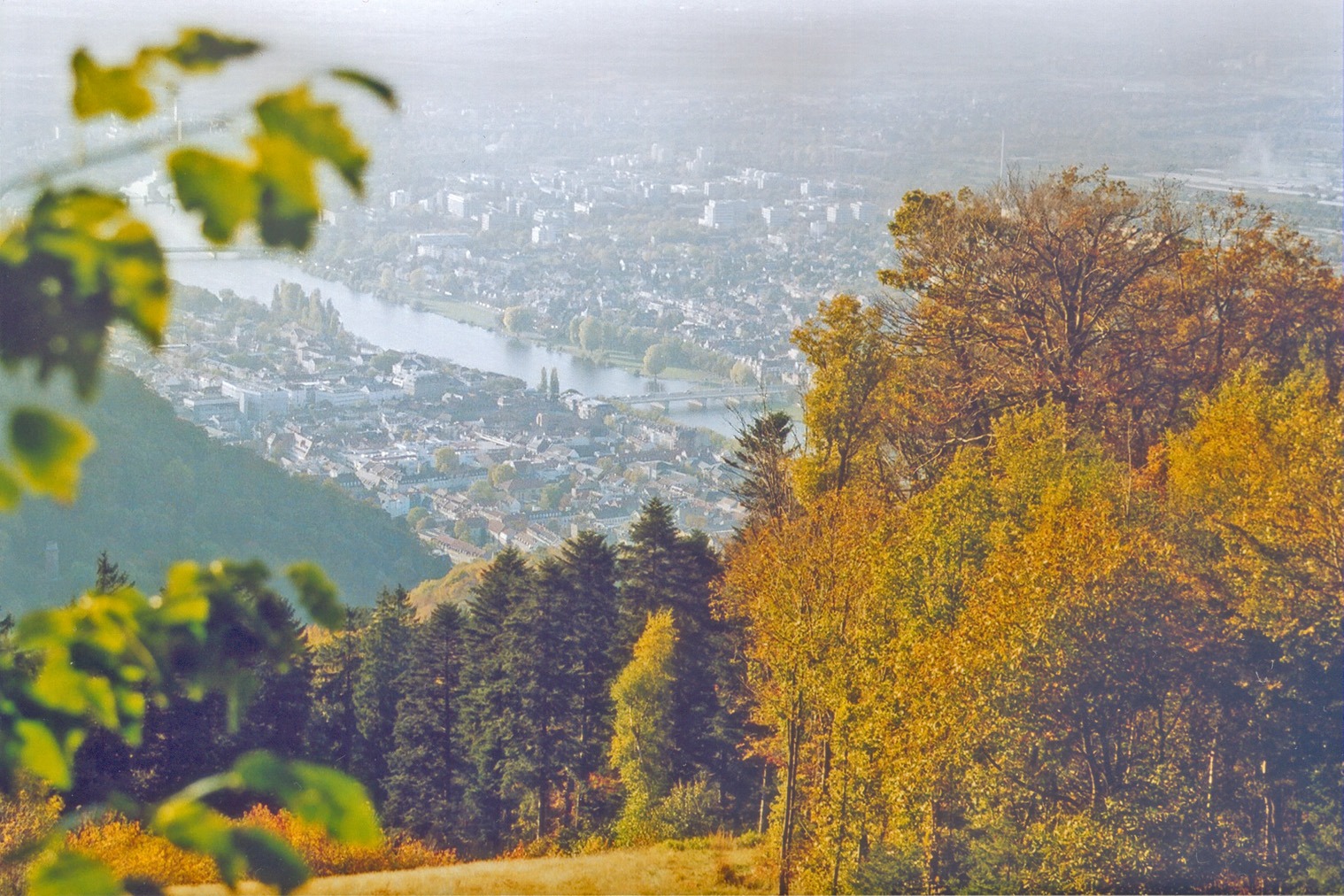
Heidelberg e o rio Neckar vistos do Koenigstuhl.

Königstuhl ou Koenigstuhl (Cadeira do Rei em português) é uma colina de 567,8 m de altura localizada na serra do Odenwald. A colina pertence administrativamente ao distrito municipal Altstadt (centro histórico) de Heidelberg, no estado alemão de Baden-Württemberg.